# جورج ويستون
جورج ويستون هو شخصية أعمال كندي، ولد في 23 مارس 1864، وتوفي في 6 أبريل 1924.